# Norbert Ratsirahonana
Norbert Lala Ratsirahonana (n. 1938 em Antsiranana) é um político de Madagáscar e também juiz do Tribunal Constitucional do país.
Fundou e encabeçou o partido Asa Vita no Ifampitsarana (pelos fatos seremos julgados) - AVI - que se alinhou com a oposição ao então presidente Didier Ratsiraka. Ratsirahonana e seu partido fizeram parte da coalizão que apoiou Albert Zafy à presidência em 1993. Com Zafy como presidente, Ratsirahonana acedeu ao cargo de presidente do Tribunal Constitucional.
O 28 de maio de 1996, quando o premiê foi destituído pelo parlamento depois de uma moção de censura, Zafy indicou Ratsirahonana para o cargo. Pouco depois, Zafy foi destituído como presidente, e em 5 de setembro desse mesmo ano, Ratsirahonana se converteu em presidente em exercício de Madagáscar. Em novembro celebraram-se as eleições presidenciais, nas quais Ratsirahonana participou como candidato obtendo o quarto posto, depois de Ratsiraka, Zafy e Herizo Razafimahaleo com 10% dos votos. Ratsiraka impôs-se no segundo turno das eleições e Ratsirahonana cedeu seu cargo interino como presidente em 9 de fevereiro de 1997. Doze dias depois, Ratsirahonana abandonou também o posto de primeiro-ministro, que passou ao candidato de confiança de Ratsiraka. O AVI passou a ser o principal grupo de oposição, ainda que muito debilitado, conseguindo unicamente 13 dos 150 cadeiras nas eleições parlamentares de 1998.
Em 2001, Ratsirahonana retirou-se das eleições presidenciais desse ano e prestou seu apoio à candidatura de Marc Ravalomanana. Depois da disputada vitória de Ravalomanana, Ratsirahonana integrou o AVI no grupo político do novo presidente.
Depois de ocupar cargos no Governo de Ravalomanana, em 2006 Ratsirahonana demitiu-se, afastando-se do Governo de Ravalomanana. Em agosto tornou pública sua candidatura às eleições de 3 de dezembro de 2006, em que obteve, segundo resultados oficiais, o quinto posto com ao redor de 4,2% dos votos.